# Amos Rota
Amos Rota (Villa d'Almè, 16 febbraio 1970) è un ex mezzofondista italiano, specializzato negli 800 metri piani e nei 1500 metri piani.

## Biografia
Ha partecipato agli Europei indoor del 1992, classificandosi quinto nei 1500 m. In carriera ha vinto complessivamente due medaglie d'oro indoor (nel 1992 e nel 1993) e due di bronzo, entrambe outdoor, ai campionati italiani assoluti, tutte nei 1500 m. Ha inoltre vinto due medaglie d'oro ai campionati italiani under 23, nei 1500 m e negli 800 m, oltre ad una medaglia d'oro ed una di bronzo ai campionati italiani under 23 indoor (entrambe negli 800 m).
Con il tempo di 3'40"00 fatto registrare a Genova il 15 febbraio 1990 detiene l'ottava miglior prestazione italiana di sempre nei 1500 m indoor; con il tempo di 1'46"87, fatto registrare sempre a Genova due giorni più tardi, detiene invece la settima miglior prestazione italiana di sempre negli 800 m indoor (era la quarta al momento in cui la fece registrare). Nel 1993 si è piazzato in ottava posizione negli 800 m ai Giochi del Mediterraneo con il tempo di 3'44"52 ed ha partecipato ai Mondiali indoor, nei quali è stato eliminato in batteria nei 1500 m.

## Palmarès
| Anno | Manifestazione          | Sede        | Evento       | Risultato | Prestazione | Note |
| ---- | ----------------------- | ----------- | ------------ | --------- | ----------- | ---- |
| 1991 | Universiadi             | Sheffield   | 1500 m piani | 11º       | 3'52"73     |      |
| 1992 | Europei indoor          | Genova      | 1500 m piani | 5º        | 3'43"99     |      |
| 1993 | Mondiali indoor         | Toronto     | 1500 m piani | Batteria  | 3'47"13     |      |
| 1993 | Giochi del Mediterraneo | Montpellier | 1500 m piani | 8º        | 3'44"52     |      |

## Campionati nazionali
1990
- Bronzo ai campionati italiani assoluti, 1500 m piani - 3'45"07
- Bronzo ai campionati italiani promesse indoor, 800 m piani - 1'54"54
- Oro ai campionati italiani universitari, 800 m piani - 1'50"60

1991
- Bronzo ai campionati italiani assoluti, 1500 m piani - 3'44"15
- Oro ai campionati italiani promesse, 800 m piani - 1'48"61
- Oro ai campionati italiani promesse, 1500 m piani - 3'52"25
- Oro ai campionati italiani promesse indoor, 800 m piani - 1'53"64

1992
- Oro ai campionati italiani assoluti indoor, 1500 m piani - 3'40"00
- Argento ai campionati italiani universitari, 800 m piani

1993
- Oro ai campionati italiani assoluti indoor, 1500 m piani

1994
- Bronzo ai campionati italiani assoluti, 1500 m piani

## Altre competizioni internazionali
1991
- 15º al Golden Gala ( Roma), 1500 m piani - 3'55"30

1993
- 10º al Golden Gala ( Roma), 1500 m piani - 3'41"85

1994
- 14º al Golden Gala ( Roma), 1500 m piani - 3'40"77